# Уолтър Шира
Уолтър Марти Шира, известен с прякора Уоли, (на английски: Walter Marty Schirra, Jr., Wally) (12 март 1923 – 3 май 2007 г.) е американски тест пилот и астронавт на НАСА. Първият човек в света летял в космоса три пъти и единствения американец участвал в полети от програмите Мъркюри, Джемини, и Аполо. Шира е единият от двамата астронавти в света пилотирали три типа (поколения) космически кораби.

## Образование
Уолтър Шира е завършил колежа Dwight Morrow High School в Ингълууд, Ню Джърси през 1941 г. и Технологичния институт на Ню Джърси през 1944 г. с бакалавърска степен по аерокосмическо инженерство.

## Военна кариера
Шира постъпва във Военноморската академия на САЩ в Анаполис, Мериленд през 1945 г. Като висшист е произведен предсрочно и зачислен в екипажа на бойния кораб USS Alaska, с който участва в последните месеци на Втората световна война на Тихоокеанския театър на военните действия. След войната завършва школата за морски летци в Пенсакола, Флорида и става командир на ескадрила. Той е едва втория пилот от авиацията на USN, който достига 1000 полетни часа на реактивен самолет. По време на войната в Корея, Шира извършва 90 бойни полета и постига една въздушна победа срещу МиГ-15. След войната завършва школата за тест пилоти и става инструктор. Включен е в екипа на летците-изпитатели на новия тежък изтребител F-4 Fantom. В кариерата си има общ нальот от 4577 полетни часа, почти всички на реактивни машини и 267 кацания на палубата на самолетоносач.

## Служба в НАСА
Уолтър Шира е избран астронавт от НАСА като член на първата група астронавти на 2 април 1959 година. Той е петият американец и общо девети човек в света осъществил космически полет. Шира е единственият американски астронавт, участвал в полети от програмите Мъркюри, Джемини, и Аполо. Заедно с Джон Йънг са единствените двама астронавти в света, пилотирали три различни поколения космически кораби.

### Космически полети
Уоли Шира е летял в космоса като член на екипажа на следните мисии:
| Космически полети на Уолтър Шира                           | Космически полети на Уолтър Шира | Космически полети на Уолтър Шира | Космически полети на Уолтър Шира | Космически полети на Уолтър Шира | Космически полети на Уолтър Шира     | Космически полети на Уолтър Шира |
| №                                                          | Дата                             | КК                               | Емблема на мисията               | Функции                          | Продължителност                      |                                  |
| ---------------------------------------------------------- | -------------------------------- | -------------------------------- | -------------------------------- | -------------------------------- | ------------------------------------ | -------------------------------- |
| 1                                                          | 3 октомври 1962                  | „Мъркюри 8“                      |                                  | Пилот                            | 09 часа 13 мин. 15 сек.              |                                  |
| 2                                                          | 15 декември 1965                 | „Джемини 6А“                     |                                  | Командир                         | 1 денонощие 01 час 51 мин. 24 сек.   |                                  |
| 3                                                          | 11 октомври 1968                 | „Аполо 7“                        |                                  | Командир                         | 10 денонощия 20 часа 09 мин. 03 сек. |                                  |
| Сумарно време в космоса – 12 денонощия 07 часа и 12 минути |                                  |                                  |                                  |                                  |                                      |                                  |

## След НАСА
След полета на Аполо 7, Уоли Шира става консултант в американската телевизионна компания CBS и коментира заедно с Уолтър Кронкайт всички кацания на Луната. Умира на 84-годишна възраст през 2007 г. от злокачествен тумор. След кремацията, прахът му е разхвърлен над морската повърност от палубата на най-мощния боен кораб в света – атомният самолетоносач USS Ronald Reagan (CVN 76). Три палубни изтребителя F-18 дават 21 салюта в чест на космическия герой. Кораб от състава на USN носи неговото име.